# Huerta de Pegalajar
La Huerta de Pegalajar señala una extensa zona de uso agrícola tradicional situada en el término municipal de la localidad española de Pegalajar, provincia de Jaén.

## Historia

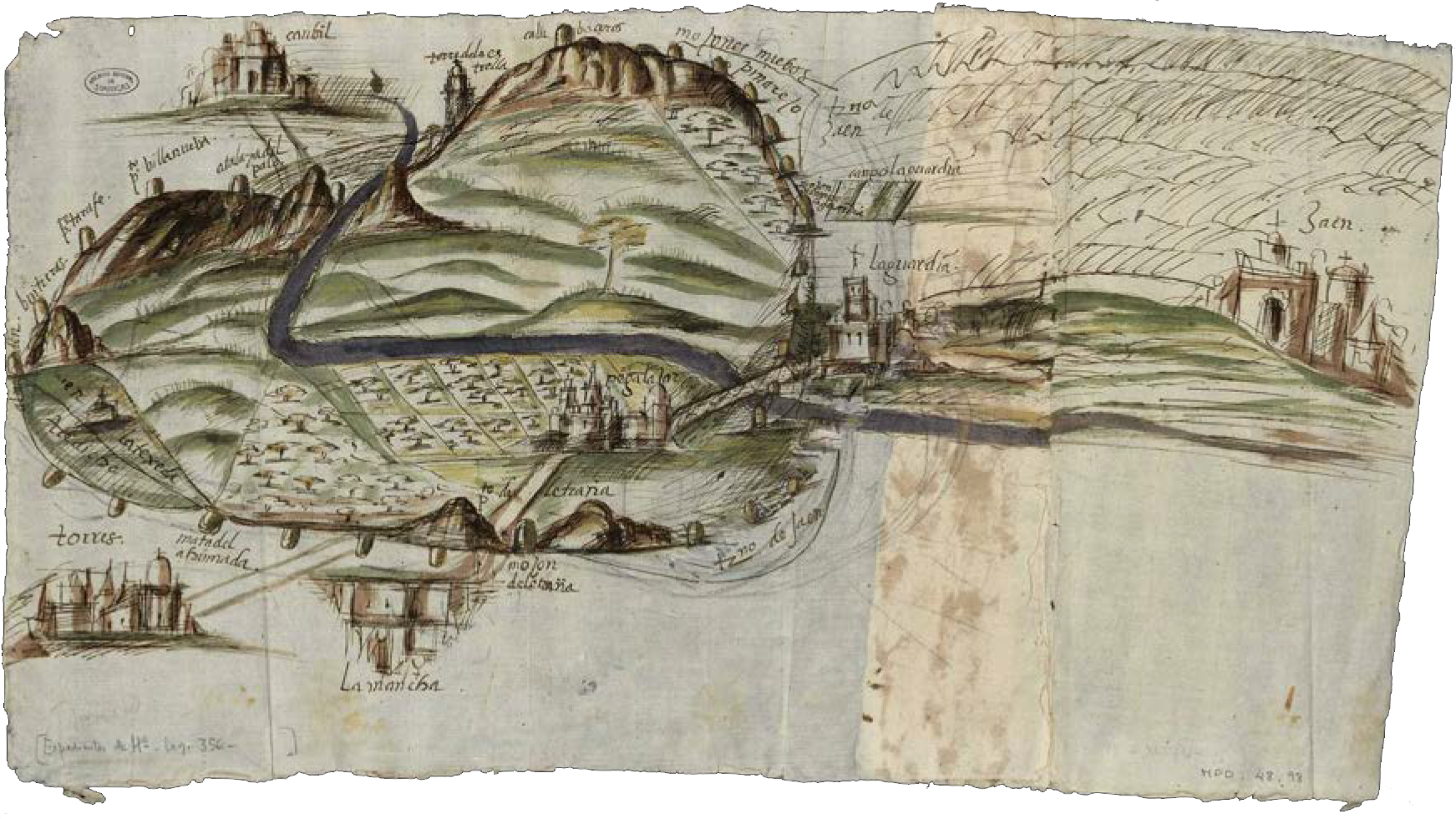
La Huerta de Pegalajar aparece representada en este mapa de 1559.

La huerta de Pegalajar tienen un origen impreciso que se sitúa durante algún momento de la Edad Media en el periodo de Al-Ándalus.
El germen de la huerta se asienta en la denominada Fuente de la Reja, la charca o estanque que aflora sus propias aguas y recoge las de la fuente y en las tierras próximas que se convirtieron en cultivos de regadío. La caída de aguas hacia la vertiente sur de la Serrezuela de Pegalajar y la ubicación del núcleo urbano al norte de la huerta, permitió con el tiempo que una red de acequias e infraestructuras de captación y distribución de agua extendiera al sur los espacios de cultivo en diferentes alturas de bancales hasta las cerca de doscientas hectáreas que se calcula ocupa el conjunto. Por el noreste el límite lo establece el Barranco de los Hornillos y el de Covatillas al este; al oeste el Barranco Relex es su límite natural.

## Características

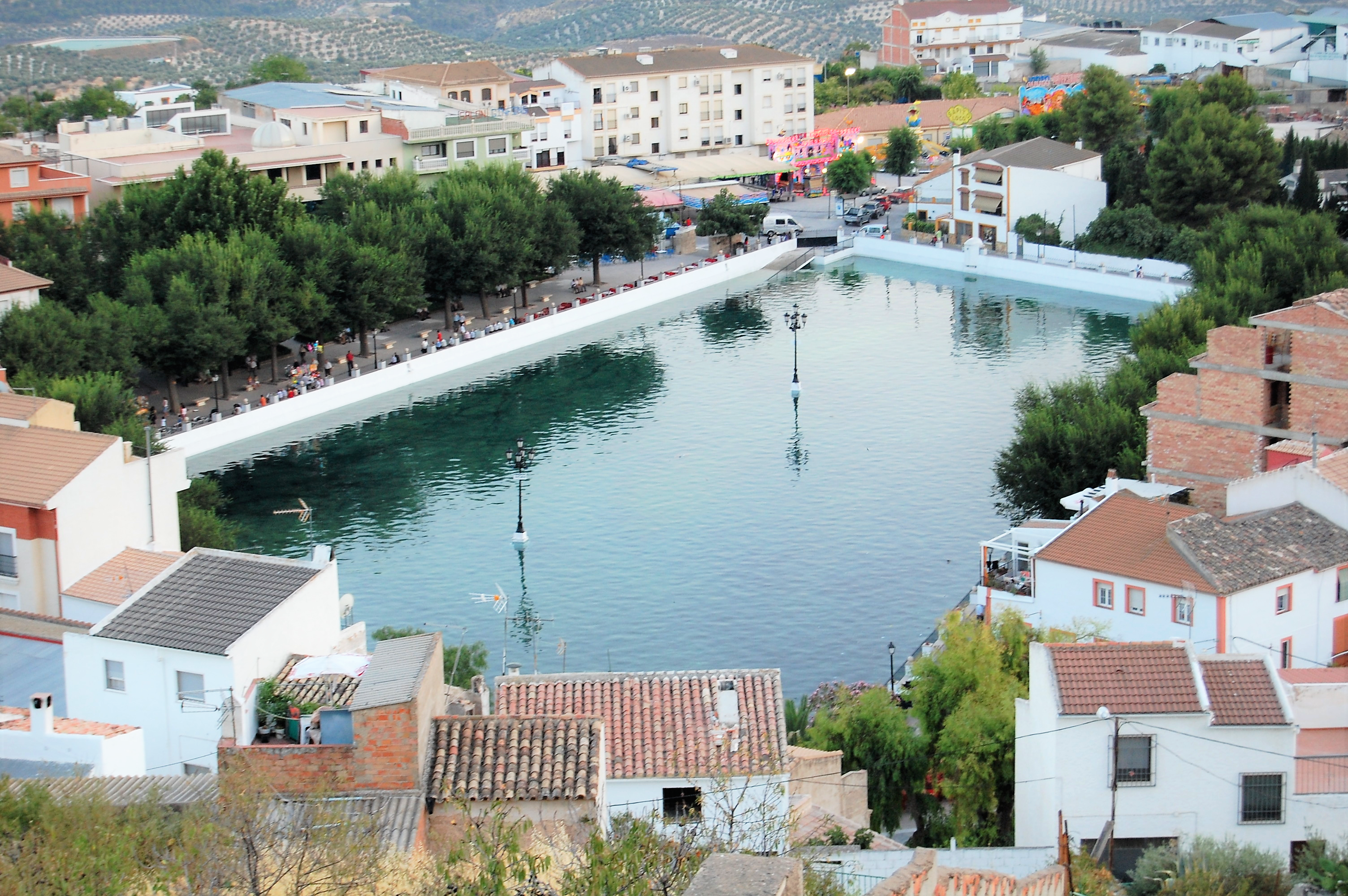
La Charca de Pegalajar.

En la huerta se combinan las técnicas constructivas tradicionales y unas estrategias particulares de ocupación del territorio y captación de aguas, de recorridos, así como en la construcción de edificios de apoyo a tareas de tipo doméstico, agroganadero e industrial. En ella se ha sustituido un ecosistema natural por otro antropizado, se han introducido nuevas especies que conviven con la vegetación autóctona o de ribera, y creado un microclima específico que la caracteriza. Al mismo tiempo, se han realizado abancalamientos en el terreno para aprovechar el derrame natural del agua, adaptando y transformando una ladera de montaña silvestre en un espacio agrario de alta y diversificada productividad. Además, su fabulosa construcción, sabiamente planificada, denota una alta previsión de futuro al haber sido durante generaciones uno de los pilares de abastecimiento más importantes de la población. La huerta, calificada por las gentes como «despensa de Pegalajar» se ha constituido en elemento central para la vida de la localidad. En ella se ven representadas las relaciones interpersonales, las costumbres y el sistema de valores de los pegalajeños.

## Estatus patrimonial
La Huerta de Pegalajar fue declarada Bien de Interés Cultural, con la tipología de Lugar de Interés Etnológico y se estableció su inscripción con carácter específico en el Catálogo General del Patrimonio Histórico Andaluz por Orden de 4 de septiembre de 2001 de la consejería de Cultura de la Junta de Andalucía y goza del nivel de protección establecido para dichos bienes en la Ley 14/2007, de 26 de noviembre, del Patrimonio Histórico de Andalucía,.
La zona protegida abarca en total 46,40 hectáreas delimitadas en detalle en la orden citada con límites generales al norte con la línea del casco urbano desde la Fuente de la Reja y la charca, al este por el camino de las Palomas hasta encontrarse con la variante J-3241 (próxima al Camino Real) que delimita toda la zona sur hasta llegar al oeste al barranco Relex. Se integran como protegidos, aunque están fuera de la delimitación precisa, el Pilar de la Laguna y el abrevadero de las Palomas. El entorno de la huerta queda también bajo protección con distintas medidas y alcance y en él se incluyen restos de algunas fortificaciones y varias fuentes naturales entre las que se encuentran las de Gallón, Doña Ana, Valdelascuevas o de la Alberquilla.